# U.S. Steel Tower
U.S. Steel Tower – wieżowiec korporacji U.S. Steel w Pittsburghu, w stanie Pensylwania, w Stanach Zjednoczonych, o wysokości 256 m. Budynek został otwarty w 1970 i posiada 64 kondygnacje.
Obecnie większość powierzchni w budynku jest wynajmowana przez University of Pittsburgh Medical Center.